# Radio Urban
Radio Urban es una estación radial chilena en línea, ubicada en Santiago de Chile que inició sus transmisiones el 31 de julio de 2009. Su programación se orienta a la música pop, dance, y urbana en general. 

## Historia
En junio de 2009, Ignacio Sánchez Cigna decide crear este proyecto radial, con el fin de independizar su postura y promocionar un género musical más urbano, hacer la diferencia del resto de radios.
Después de un mes de trabajo, el 31 de julio de 2009 se lanza oficialmente la radio al público, donde el acogimiento fue único. Radio Urban, una organización sin fines lucrativos, tomo forma. Con el tiempo, muchas personas se fueron integrando al grupo de trabajo, otras se fueron, cada persona fue un nexo único para la organización, todos aportaron con un poco de conocimiento, logrando así, dar un aire propio a la emisora. La radio fue una escuela para muchos DJs y locutores.
Actualmente, la emisora sigue transmitiendo, con una carta muy variada de estilos musicales. 

## Frases características
- Agudiza Tus Sentidos (2009)
- Yo escucho... (2010)
- ¡Todo el rato! (2011)
- Te pone bien! (2012-2013)
- Un hit en tu ventana (2014)
- Sounds Good (2015)

## Voces Institucionales
- Marcos Vallejos Zurita (2009 - 2010)
- Hector Barraza Vallejos (2010 - 2011)
- Ignacio Sánchez Cigna (2009 - presente)